# Volley Masters Montreux 2016
Montreux Volley Masters – 31. edycja towarzyskiego turnieju siatkarskiego, który trwał od 31 maja do 5 czerwca. W turnieju wzięło udział 8 reprezentacji:
- Belgia
- Brazylia
- Chiny
- Holandia
- Serbia
- Szwajcaria
- Tajlandia
- Turcja

## Faza grupowa

### Grupa A
Tabela
| Lp. | Drużyna  | Mecze | Mecze   | Mecze   | Pkt | Sety | Sety | Sety  | Małe punkty | Małe punkty | Małe punkty |
| Lp. | Drużyna  | M     | W (3:2) | P (2:3) | Pkt | wyg. | prz. | ratio | zdob.       | str.        | ratio       |
| --- | -------- | ----- | ------- | ------- | --- | ---- | ---- | ----- | ----------- | ----------- | ----------- |
| 1   | Chiny    | 3     | 2 (0)   | 1 (0)   | 6   | 7    | 3    | 2.333 | 230         | 213         | 1.080       |
| 2   | Turcja   | 3     | 2 (1)   | 1 (0)   | 5   | 7    | 6    | 1.167 | 284         | 277         | 1.025       |
| 3   | Brazylia | 3     | 1 (0)   | 2 (1)   | 4   | 5    | 6    | 0.833 | 239         | 249         | 0.960       |
| 4   | Belgia   | 2     | 1 (0)   | 1 (0)   | 3   | 3    | 7    | 0.429 | 219         | 233         | 0.940       |

Źródło: volleymasters.ch
Punktacja: 3:0 i 3:1 – 3 pkt; 3:2 – 2 pkt; 2:3 – 1 pkt; 1:3 i 0:3 – 0 pkt
Zasady ustalania kolejności: 1. liczba zwycięstw; 2. liczba punktów; 3. stosunek setów; 4. stosunek małych punktów; 5. bilans w bezpośrednich meczach
     awans do półfinałów
     mecze o miejsca 5-8
Wyniki
| Data  | Godz. | Drużyna 1 | Wynik | Drużyna 2 | 1     | 2     | 3     | 4     | 5     | Widzów | * |
| ----- | ----- | --------- | ----- | --------- | ----- | ----- | ----- | ----- | ----- | ------ | - |
| 31.05 | 18:45 | Chiny     | 3:0   | Brazylia  | 25:20 | 25:17 | 25:22 |       |       | 1540   | 1 |
| 31.05 | 21:15 | Turcja    | 1:3   | Belgia    | 24:26 | 25:16 | 21:25 | 13:25 |       | 1040   | 2 |
| 01.06 | 18:45 | Chiny     | 1:3   | Turcja    | 21:25 | 25:15 | 19:25 | 15:25 |       | 1140   | 3 |
| 02.06 | 16:30 | Belgia    | 0:3   | Chiny     | 23:25 | 20:25 | 21:25 |       |       | 790    | 4 |
| 02.06 | 18:45 | Turcja    | 3:2   | Brazylia  | 25:19 | 26:28 | 20:25 | 25:21 | 15:12 | 1420   | 5 |
| 03.06 | 16:30 | Brazylia  | 3:0   | Belgia    | 25:21 | 25:20 | 25:22 |       |       | 1330   | 6 |

### Grupa B
Tabela
| Lp. | Drużyna    | Mecze | Mecze   | Mecze   | Pkt | Sety | Sety | Sety  | Małe punkty | Małe punkty | Małe punkty |
| Lp. | Drużyna    | M     | W (3:2) | P (2:3) | Pkt | wyg. | prz. | ratio | zdob.       | str.        | ratio       |
| --- | ---------- | ----- | ------- | ------- | --- | ---- | ---- | ----- | ----------- | ----------- | ----------- |
| 1   | Tajlandia  | 3     | 3 (2)   | 0 (0)   | 7   | 9    | 4    | 2.250 | 288         | 264         | 1.091       |
| 2   | Holandia   | 3     | 2 (0)   | 1 (1)   | 7   | 8    | 5    | 1.600 | 279         | 252         | 1.107       |
| 3   | Serbia     | 3     | 1 (0)   | 2 (1)   | 4   | 6    | 6    | 1.000 | 268         | 245         | 1.094       |
| 4   | Szwajcaria | 3     | 0 (0)   | 3 (0)   | 0   | 0    | 9    | 0.000 | 151         | 225         | 0.671       |

Źródło: volleymasters.ch
Punktacja: 3:0 i 3:1 – 3 pkt; 3:2 – 2 pkt; 2:3 – 1 pkt; 1:3 i 0:3 – 0 pkt
Zasady ustalania kolejności: 1. liczba zwycięstw; 2. liczba punktów; 3. stosunek setów; 4. stosunek małych punktów; 5. bilans w bezpośrednich meczach
     awans do półfinałów
     mecze o miejsca 5-8
Wyniki
| Data  | Godz. | Drużyna 1  | Wynik | Drużyna 2  | 1     | 2     | 3     | 4     | 5     | Widzów | * |
| ----- | ----- | ---------- | ----- | ---------- | ----- | ----- | ----- | ----- | ----- | ------ | - |
| 31.05 | 16:30 | Serbia     | 3:0   | Szwajcaria | 25:10 | 25:19 | 25:17 |       |       | 800    | 1 |
| 01.06 | 16:30 | Szwajcaria | 0:3   | Holandia   | 22:25 | 9:25  | 19:25 |       |       | 1060   | 2 |
| 01.06 | 21:15 | Serbia     | 2:3   | Tajlandia  | 25:16 | 19:25 | 21:25 | 25:20 | 13:15 | 720    | 3 |
| 02.06 | 21:15 | Tajlandia  | 3:2   | Holandia   | 26:28 | 21:25 | 25:20 | 25:23 | 15:10 | 980    | 4 |
| 03.06 | 18:45 | Tajlandia  | 3:0   | Szwajcaria | 25:23 | 25:14 | 25:18 |       |       | 2340   | 5 |
| 03.06 | 21:15 | Holandia   | 3:1   | Serbia     | 25:18 | 25:23 | 22:25 | 26:24 |       | 1520   | 6 |

## Faza play-off

### Mecze o miejsca 5-8
| Data  | Godz. | Drużyna 1 | Wynik | Drużyna 2  | 1     | 2     | 3     | 4     | 5    | Widzów | * |
| ----- | ----- | --------- | ----- | ---------- | ----- | ----- | ----- | ----- | ---- | ------ | - |
| 04.06 | 13:00 | Brazylia  | 3:0   | Szwajcaria | 25:6  | 25:18 | 25:21 |       |      | 860    | 1 |
| 04.06 | 15:30 | Serbia    | 2:3   | Belgia     | 22:25 | 25:27 | 25:21 | 25:18 | 8:15 | 1415   | 2 |

### Półfinały
| Data  | Godz. | Drużyna 1 | Wynik | Drużyna 2 | 1     | 2     | 3     | 4     | 5     | Widzów | * |
| ----- | ----- | --------- | ----- | --------- | ----- | ----- | ----- | ----- | ----- | ------ | - |
| 04.06 | 18:30 | Tajlandia | 3:2   | Turcja    | 25:22 | 21:25 | 25:18 | 16:25 | 19:17 | 2020   | 1 |
| 04.06 | 21:00 | Chiny     | 3:2   | Holandia  | 20:25 | 25:23 | 23:25 | 25:20 | 15:9  | 1325   | 2 |

### Mecz o 3 miejsce
| Data  | Godz. | Drużyna 1 | Wynik | Drużyna 2 | 1     | 2     | 3     | 4     | 5 | Widzów | * |
| ----- | ----- | --------- | ----- | --------- | ----- | ----- | ----- | ----- | - | ------ | - |
| 05.06 | 13:30 | Turcja    | 3:1   | Holandia  | 21:25 | 25:16 | 25:15 | 25:22 |   | 1570   | 1 |

### Finał
| Data  | Godz. | Drużyna 1 | Wynik | Drużyna 2 | 1     | 2     | 3     | 4 | 5 | Widzów | * |
| ----- | ----- | --------- | ----- | --------- | ----- | ----- | ----- | - | - | ------ | - |
| 05.06 | 16:00 | Tajlandia | 0:3   | Chiny     | 14:25 | 20:25 | 23:25 |   |   | 2500   | 1 |

## Klasyfikacja końcowa
| Miejsce | Reprezentacja |
| ------- | ------------- |
| 1.      | Chiny         |
| 2.      | Tajlandia     |
| 3.      | Turcja        |
| 4.      | Holandia      |
| 5.      | Brazylia      |
| 5.      | Belgia        |
| 7.      | Serbia        |
| 7.      | Szwajcaria    |

## Nagrody indywidualne
| MVP       | Najlepsza atakująca | Najlepsze środkowe              | Najlepsza rozgrywająca | Najlepsze przyjmujące         | Najlepsza libero |
| --------- | ------------------- | ------------------------------- | ---------------------- | ----------------------------- | ---------------- |
| Hui Ruoqi | Gong Xiangyu        | Zhang Xiaoya Hattaya Bamrungsuk | Nootsara Tomkom        | Hui Ruoqi Ajcharaporn Kongyot | Piyanut Pannoy   |